# Hogdals kyrka
Hogdals kyrka är en kyrkobyggnad som sedan 2002 tillhör Idefjordens församling (tidigare Hogdals församling) i Göteborgs stift. Den ligger i Hogdal i Strömstads kommun.

## Kyrkobyggnaden
Redan på medeltiden fanns här en kyrka, men den revs några år innan nuvarande kyrka uppfördes 1856-1857. Några meter sydost om gamla kyrkan byggdes den nya efter ritningar av J. Torstensson från Krokstads socken.
Kyrkan är uppför i Karl Johansstil och vitmenad ut- och invändigt. Innertaket är tunnvälvt. På västra sidan finns kyrktornet vars bottenplan fungerar som vapenhus. Ovanpå tornets tak finns en lanternin av trä. Den restaurerades genomgripande 1929-1931.

## Inventarier

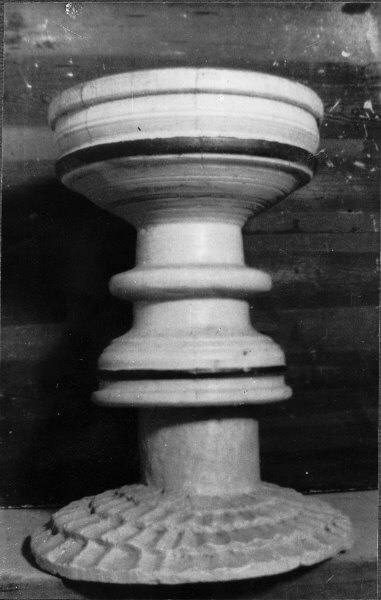
Dopfunten.

- Fot till dopfunt i täljsten, 25 cm hög, från 1100-talet. Den består av en rund platta med ett kort skaft, som längst in har en spetsflikskrage och utanför tre koncentriska cirklar med bårder i form av veckade band. Stort centralt uttömningshål. Foten tillhör en serie funtar tillhöriga den norska så kallade Østfold-Markerna-skolan.[1] På foten vilar en cuppa av trä från 1700-talet.
- Delar av den gamla kyrkans altare och predikstol är bevarade.

### Klockor
Lillklockan är Bohusläns äldsta och härstammar från sent 1100-tal eller tidigt 1200-tal. Den har två skriftband, som är fyllda av en latinsk inskrift, vilken i översättning lyder: Gläd dig, Guds moder Jungfrun! Jesu Kriste, levande Guds son, förbarma dig över oss. Runt klockan finns även åtta små medaljongliknande prydnader i relief: djur med lång hals, rund blomma med åtta kronblad, rund blomliknande platta och en fågel med utbredda vingar.

### Orgel
Kyrkans första orgel byggdes 1899 av Johannes Magnusson och dennes fasad finns kvar. Piporna Principal 8, Oktava 4, Rörflöjt 8 och Subbas 16 från 1899 års orgel ingår i det nybygge från Grönvalls orgelbyggeri som installerades 1960 och renoverades 1990 av Hammarbergs Orgelbyggeri AB. Instrumentet har tolv stämmor fördelade på två manualer och pedal.